# Nevermoor
 (janvier 2021).
La mise en forme du texte ne suit pas les recommandations de Wikipédia : il faut le « wikifier ».
Les points d'amélioration suivants sont les cas les plus fréquents :
- Les titres sont pré-formatés par le logiciel. Ils ne sont ni en capitales, ni en gras.
- Le texte ne doit pas être écrit en capitales (les noms de famille non plus), ni en gras, ni en italique, ni en « petit »…
- Le gras n'est utilisé que pour surligner le titre de l'article dans l'introduction, une seule fois.
- L'italique est rarement utilisé : mots en langue étrangère, titres d'œuvres, noms de bateaux, etc.
- Les citations ne sont pas en italique mais en corps de texte normal. Elles sont entourées par des guillemets français : « et ».
- Les listes à puces sont à éviter, des paragraphes rédigés étant largement préférés. Les tableaux sont à réserver à la présentation de données structurées (résultats, etc.).
- Les appels de note de bas de page (petits chiffres en exposant, introduits par l'outil «  Source ») sont à placer entre la fin de phrase et le point final[comme ça].
- Les liens internes (vers d'autres articles de Wikipédia) sont à choisir avec parcimonie. Créez des liens vers des articles approfondissant le sujet. Les termes génériques sans rapport avec le sujet sont à éviter, ainsi que les répétitions de liens vers un même terme.
- Les liens externes sont à placer uniquement dans une section « Liens externes », à la fin de l'article. Ces liens sont à choisir avec parcimonie suivant les règles définies. Si un lien sert de source à l'article, son insertion dans le texte est à faire par les notes de bas de page.
- La présentation des références doit suivre les conventions bibliographiques. Il est recommandé d'utiliser les modèles {{Ouvrage}}, {{Chapitre}}, {{Article}}, {{Lien web}} et/ou {{Bibliographie}}. Le mode d'édition visuel peut mettre en forme automatiquement les références.
- Insérer une infobox (cadre d'informations à droite) n'est pas obligatoire pour parachever la mise en page.

Pour une aide détaillée, merci de consulter Aide:Wikification.
Si vous pensez que ces points ont été résolus, vous pouvez retirer ce bandeau et améliorer la mise en forme d'un autre article.
Nevermoor est une série de livres de fantasy.
Le premier tome est écrit en octobre 2018 par Jessica Townsend et sa suite intitulée Le Wundereur sort en mars 2019 en France métropolitaine. Le troisième tome : Hollowpox : La Traque de Morrigane Crow est publié en 2020.
L'autrice Jessica Towsnend vend les droits cinématographique à la Fox en 2017

## Intrigue

### Nevermoor: Les Défis de Morrigane Crow
Morrigane Crow, une jeune fille de dix ans, est destinée à mourir lors de son onzième anniversaire.
Mais un mystérieux étranger du nom de Jupiter Nord la sauve en l'emmenant dans un étrange royaume, Nevermoor.
Là-bas, les chats parlent, les parapluies servent à voler, les meubles s'adaptent à l'humeur… D'abord intriguée, Morrigane va ensuite s'habituer et se faire des amis, mais l'étrange Mr Jones, un sinistre personnage, va se révéler être une entité bien connu des habitants de Nevermoor : le Wundereur.

### Le Wundereur: La Mission de Morrigane Crow
Morrigane Crow a finalement réussi : elle a vaincu la malédiction, triomphée de toutes les épreuves et rejoint la Société magique Wundrous, société de Jupiter son mentor. Mais rien ne se passe comme elle l'avait rêvée et son apprentissage à l’école se révèle un parcours semé d’embûches. Quand les membres de la Société disparaissent un à un, les soupçons se portent sur Morrigane et sur son étrange lien avec le Wundereur.

### Hollowpox: La Traque de Morrigane Crow
À présent élève en 2e année, Morrigane Crow a trouvé sa place à la société magique Wundrous. Mais cette tranquillité relative tourne cours quand elle se fait attaquer par un wunimal enragé. Or c'est loin d'être un cas isolé : bientôt, une véritable épidémie d'Hollowpox se déclare. Pour sauver Nevermoor, Morrigane n'a pas le choix : elle doit trouver un remède au plus vite.

## Réception

### Critique
Tous les livres de la série Nevermoor ont globalement été bien accueillis par la critique : le Time Magazine le décrit comme ''une aventure potteresque'' et le classe dans son Top 10 Young Adult and Children Book's 2017; le Chicago Tribune le nomme Best Book of the Year.
Le livre est également lauréat du Australian Children's Indie Book Award 2018, du Adelaide Festival Awards for Literature et du Waterstones Children Book Prize 2018

### Commercial
Le livre est un New York Time Best Seller, c'est-à-dire qu'il fait partie des meilleures ventes en librairie.